# What About Today?
What About Today? é um álbum da cantora americana Barbra Streisand, lançado em julho de 1969, pela Columbia Records. É considerado a primeira tentativa de Barbra em modernizar a sonoridade e as  letras de seu repertório. O disco traz regravações dos The Beatles e de Paul Simon, entre outros.
Para promoção foram lançados dois compacto simples, um para a canção "Frank Mills" (que tinha "Punky's Dilemma" como B-side) e "Little Tin Soldier" (que trouxe como B-side a música "Honey Pie", que consiguiu atingir a posição de #35 na parada musical Adult Contemporary, da revista Billboard).
A recepção foi modesta, em relação aos seus predecessores. As resenhas dos críticos especializados em música dividiram-se entre os que acharam-no "um grande disco" e outros que afirmaram que a artista não soube se adaptar a música contemporânea. 
Comercialmente, atingiu o pico de número 31 na parada de sucessos Billboard 200, sua posição mais baixa até então. Tornou-se um de seus únicos álbuns estúdio (os outros são Barbra Streisand...and Other Musical Instruments, de 1973; What Matters Most, de 2010) a não ganhar certificados por vendagens.
Em 1994, foi lançado no formato CD, como parte da "Barbra Streisand Collection", série com a qual a Sony lançou onze discos da cantora a preços econômicos.

## Antecedentes e produção

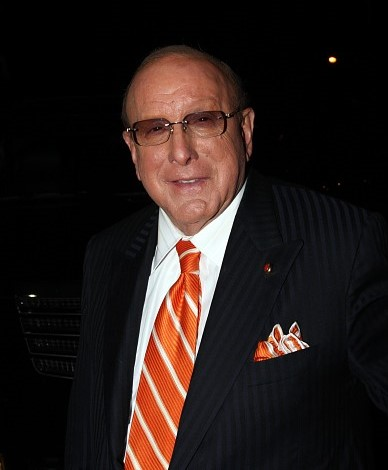
Clive Davis, o responsável pela mudança de Streisand para um repertório mais contemporâneo.

No final dos anos de 1960, o rock era o estilo musical que dominava as paradas de sucesso nos Estados Unidos e em vários outros países. A Columbia Records, preocupada com a queda nas venda de discos de Streisand (que até 1966, vinham ganhando discos de ouro com todos os seus álbuns e vendendo cerca de 1 milhão com cada um de seus discos mundialmente) tinha planos de tornar mais contemporâneo o repertório da artista.
O agente dessa mudança foi Clive Davis, que fora trazido para a gravadora por Goddard Lieberson, e conseguiu trazer mudança significativa no catálogo de artistas contratados da gravadora, que ainda era muito ligados ao Great American Songbook, cânone da música americana compostos por nomes conhecidos do jazz standards, pop tradicional e show tunes, das décadas de 1920 a 1950.
Davis ajudara a gravadora a contratar figuras como  Janis Joplin, Bruce Springsteen, Chicago, Kenny Loggins e Pink Floyd, o que tornou-se um ótimo investimento. Apesar de discordar da ideia, Streisand seguiu os conselhos de Davis.
Em 1968, foi lançado um compacto simples para a canção "The Morning After", que trazia como B-side a música "Where is the Wonder", de My Name Is Barbra, de 1965, mas apesar de diferir das canções dos primeiros discos da cantora, o single não apareceu nas paradas musicais.
A produção de What About Today? é de Wally Gold. Os arranjos e condução das faixas foi feita por músicos diversos, a saber: Peter Matz conduziu e arranjou as canções: "Ask Yourself Why", "Honey Pie", "Punky's Dilemma", "That's a Fine Kind O' Freedom", "Little Tin Soldier" e "Goodnight"; Don Costa arranjou e conduziu: "What About Today?" e "The Morning After"; "Until It's Time for You to Go", "With a Little Help from My Friends" e "Alfie", ficaram por conta de Michel Legrand que foi parceiro da cantora em outros projetos.
As fotos da capa e da contracapa foram tiradas por Richard Avedon, em 1968, com uma das fotos do mesmo ensaio, aparecendo na edição de Março de 1968 da revista Vogue.
A canção "Chovendo na Roseira", de Tom Jobim faria parte da lista de faixas, mas foi excluída na finalização do disco, aparecendo no catálogo de Streisand apenas em 2012, na compilação Release Me que reunia canções raras e inéditas armazenadas em seus vaults (cofres, em português).

## Recepção crítica
| Críticas profissionais | Críticas profissionais |
| Avaliações da crítica  | Avaliações da crítica  |
| Fonte                  | Avaliação              |
| ---------------------- | ---------------------- |
| AllMusic               | [ 15 ]                 |
| Billboard              | Favorável              |
| Robert Christgau       | Desfavorável           |
| Tribuna da Imprensa    | [ 18 ]                 |

A recepção dos críticos de música foi mista. 
William Ruhlmann, do site AllMusic, avaliou com duas estrelas de cinco e escreveu que o álbum foi mal sucedido porque Barbra parecia não entender a música contemporânea daquela época. Ele também escreveu que embora Streisand fosse dois anos mais nova que artistas como Paul Simon e John Lennon, no disco, ela canta como se fosse mãe deles.
Escrevendo para o The New York Times, em outubro de 1969, o crítico Robert Christgau fez uma crítica desfavorável, na qual afirmou que a cantora não se adequou ao estilo de música cantada e que "não apenas a emoção de Streisand é desperdiçada em um material tão monótono, como também é mostrada como um exercício arbitrário".
Apesar das críticas negativas vindas da imprensa americana, no Brasil foi bastante elogiado. L. P. Braconno do jornal Tribuna da Imprensa fez uma crítica favorável e o definiu como "um interessante panorama da atual juventude" e elegeu "What About Today?", "Until Is Time for You to Go" e "Alfie" como suas melhores canções. Já Eduardo Guimarães, do Diário de Notícias, elogiou a voz da cantora e concluiu afirmando que "sem dúvida, [é] um grande disco".

## Desempenho comercial
Comercialmente, atingiu pico de #31 na parada musical Billboard 200 e nela permaneceu por dezessete semanas, sendo esse o pior desempenho da cantora nessa lista. No Canadá, atingiu a posição de #26, em 10 de abril de 1969, na parada da revista RPM.

## Lista de faixas
- Créditos adaptados do encarte do LP de What About Today?.[22]

| N.º | Título                               | Compositor(es)                                | Duração |  |
| 1.  | "What About Today?"                  | David Shire, Richard Maltby, Jr.              | 2:57    |  |
| 2.  | "Ask Yourself Why"                   | Alan Bergman, Marilyn Bergman, Michel Legrand | 3:03    |  |
| 3.  | "Honey Pie"                          | John Lennon, Paul McCartney                   | 2:39    |  |
| 4.  | "Punky's Dilemma"                    | Paul Simon                                    | 3:29    |  |
| 5.  | "Until It's Time for You to Go"      | Buffy Sainte-Marie                            | 2:55    |  |
| 6.  | "That's a Fine Kind O' Freedom"      | Harold Arlen, Martin Charnin                  | 3:02    |  |
| 7.  | "Little Tin Soldier"                 | Jimmy Webb                                    | 3:53    |  |
| 8.  | "With a Little Help from My Friends" | Lennon, McCartney                             | 2:40    |  |
| 9.  | "Alfie"                              | Burt Bacharach, Hal David                     | 3:20    |  |
| 10. | "The Morning After"                  | Maltby, Shire                                 | 2:40    |  |
| 11. | "Goodnight"                          | Lennon, McCartney                             | 3:44    |  |

## Tabelas

### Tabelas semanais
| Tabela musical (1969)          | Melhor posição |
| ------------------------------ | -------------- |
| Canadá (RPM)                   | 26             |
| Estados Unidos (Billboard 200) | 31             |